# Borota
Borota je obec v Maďarsku, v župě Bács-Kiskun. V roce 2010 zde žilo 1322 obyvatel.

## Historie
První písemná zmínka pochází z roku 1325.